# Багпънаръ
Багпънаръ или Татарджедит (на турски: Bağpınarı) е село в Източна Тракия, Турция, Вилает Родосто.

## География
Селото се намира на 26 км северно от Малгара.

## История
Според статистиката на професор Любомир Милетич в 1913 година в Татарджедидкьой  живеят 35  гръцки семейства.